# الكسندر منوشكين
الكسندر منوشكين (بالفرنسية: Alexandre Mnouchkine)‏ (و. 1908 – 1993 م) هو منتج أفلام، ومخرج أفلام فرنسي، ولد في سانت بطرسبرغ، توفي في نويي-سور-سين، عن عمر يناهز 85 عاماً.

## التعليم
تعلم في Saint Peter's School (Saint Petersburg) ‏
.

## وصلات خارجية
- الكسندر منوشكين على موقع IMDb (الإنجليزية)
- الكسندر منوشكين على موقع ألو سيني (الفرنسية)
- الكسندر منوشكين على موقع أول موفي (الإنجليزية)
- الكسندر منوشكين على موقع قاعدة بيانات الأفلام السويدية (السويدية)
- الكسندر منوشكين على موقع قاعدة بيانات الفيلم (الإنجليزية)
- الكسندر منوشكين على موقع كينوبويسك (الروسية)